# Hamlet Gómez
Hamlet Gómez, seudónimo de Antonio Sánchez Ruiz (Bérchules, siglo XIX-Madrid, 1910), fue un escritor y periodista español.

## Biografía
Habría sido natural de la provincia de Granada: al parecer nació en Bérchules, en la segunda mitad del siglo XIX. Hamlet Gómez, a quien Francisco Cuenca describe como un «novelista distinguido por lo raro de su originalidad, elegancia sobria de lenguaje y honda intuición de pensamiento», era su seudónimo. Según Emilio Carrere vivió en Madrid en una casa de huéspedes de la calle de la Puebla en la que también habrían residido Alejandro Sawa, Ortiz de Pinedo y Julio Hoyos.
Destacó como cuentista, con sus obras pertenecientes a este género descritas como «del mejor abolengo castellano». Fue colaborador del periódico El País y de la revista La Alhambra, así como de la revista argentina Caras y Caretas. Falleció en 1910, el día 2 de mayo, en la Ciudad Lineal, enfermo de tisis.
Entre sus obras se encontraron títulos como Cosas de Hamlet-Gómez, La pesahombre (novela), Un vientecillo suave y juguetón (novela), Del alma de Andalucía (cuentos), Verdes, negros, azules y rojos (cuentos), Inri.—El pantano y Misterios del anarquismo.